# Guillaume aux Blanches Mains
Pour les articles homonymes, voir Guillaume de Blois et Blois (homonymie).
Guillaume de Champagne, dit Guillaume de Blois ou Guillaume aux Blanches Mains, né en 1135, mort le 7 septembre 1202 à Laon, fut évêque de Chartres (1164-1176), archevêque de Sens (1169-1176), puis archevêque de Reims (1176-1202). À ce titre, il fut le premier duc et pair de Reims.
En tant que seigneur de Reims, il sut désamorcer une tension « communale » et mettre en place une charte, la charte willelmine, base d'un échevinage sélectif et par là même d'un système communal qui traversa les siècles. Il est aussi à l'origine de la loi de Beaumont, inspirée de la précédente charte et qui devint à son tour une source d'inspiration.

## Biographie
Il était fils de Thibaut IV, comte de Blois et de Champagne, et de Mathilde de Carinthie. Sa sœur, Adèle de Champagne, épousa le roi Louis VII le Jeune le 13 novembre 1160 et fut la mère de Philippe II Auguste.
Destiné très jeune à une carrière ecclésiastique, il fut éduqué par Bernard de Clairvaux. Chanoine de Saint-Quiriace de Provins, puis prévôt des églises de Soissons et de Troyes, il fut élu évêque de Chartres en 1164. Malgré son jeune âge et les réticences du pape Alexandre III, il fut confirmé à ce siège. En 1168, il fut également nommé légat apostolique. En 1169, le chapitre de Sens le choisit comme archevêque, mais il conserva le diocèse de Chartres. Gosselin de Lèves  fit achever les bâtiments de l'abbaye Notre-Dame de Josaphat dont Guillaume de Champagne en fit la dédicace le 9 juin 1169 sous le vocable de l'Assomption de la sainte Vierge et de saint Jean-Baptiste.
Il eut à combattre des hérésies en son diocèse : Raoul de Coggeshall rapporte qu'il fit brûler deux femmes de Reims reconnues comme publicani.
Il accorda des privilèges à la cité de Villeneuve-l'Archevêque qui venait d'être fondée et organisa le rétablissement des règles qui s'étaient relâchées dans certains monastères.
À la mort de l'archevêque Henri de France en novembre 1175, le chapitre de Reims le choisit pour lui succéder et il renonça alors aux diocèses de Chartres et de Sens. En 1179, il fut créé cardinal et sacra roi de France son neveu Philippe II de France.
Il se rendit deux fois en Angleterre, en 1178 et 1180, sur la tombe de saint Thomas Becket ; la première fois pour accompagner le roi de France Louis VII venu en pèlerinage pour obtenir la guérison de son fils. 
Il accorda en 1182 plusieurs chartes dont la « charte willelmine » (du nom de son auteur Willermus ou Guillaume) qui était destinée aux bourgeois de Reims et qui resta en usage pendant plus de cinq siècles. Il accorda aussi la « charte d'Heutrégiville et Saint-Masmes », plus ancienne et moins libérale que la plupart des autres textes qu'il écrivit. Il fut également à l'initiative de la « loi de Beaumont », loi qui affranchissait, entre autres, les habitants des localités de toute servilité envers le seigneur.
Sa complaisance dans l'affaire de la répudiation par Philippe II Auguste de son épouse Ingeburge de Danemark compliquèrent ses relations avec le pape. Il perdit son titre de légat, et dut se rendre à Rome, en 1201, pour se justifier. Il rentra en France, fut victime d'un malaise et d'une attaque de paralysie à Laon et mourut.
Guyart des Moulins, le traducteur de la Bible historiale (1291-1295), dédie son ouvrage à  Guillaume aux Mains-Blanches, archevêque de Sens.